# Zsadány
Zsadány este un sat în districtul Sarkad, județul Békés, Ungaria, având o populație de 1.783 de locuitori (2011). 

## Demografie
Componența etnică a satului Zsadány
     Maghiari (96,37%)
     Romi (2,72%)
     Români (0,91%)
Componența confesională a satului Zsadány
     Reformați (42,74%)
     Fără religie (23,72%)
     Romano-catolici (2,75%)
     Greco-catolici (1,01%)
     Necunoscută (28,72%)
     Alte religii (1,74%)
Conform recensământului din 2011, satul Zsadány avea 1.783 de locuitori. Din punct de vedere etnic, majoritatea locuitorilor (96,37%) erau maghiari, cu o minoritate de romi (2,72%). Nu există o religie majoritară, locuitorii fiind reformați (42,74%), persoane fără religie (23,72%), romano-catolici (2,75%) și greco-catolici (1,01%). Pentru 28,72% din locuitori nu este cunoscută apartenența confesională.